# Kopfkissenbuch

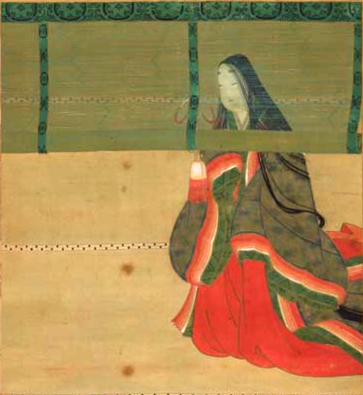
Die Hofdame Sei Shōnagon

Das Kopfkissenbuch (auch: „Kopfkissenhefte“) (jap. 枕草子, Makura no Sōshi) der Dame Sei Shōnagon ist eines der frühesten und zugleich bedeutendsten literarischen Prosawerke der japanischen Literatur. Es entstand um das Jahr 1000 n. Chr. und gehört zu der Heian-Periode.
Es ist eine Art Tagebuch, geschrieben von Sei Shōnagon, die der Kaiserin als Hofdame diente und eine freundschaftliche Beziehung zu ihr entwickelte. Das Werk enthält wenige Sinismen und ist vorwiegend in Kana-Schrift verfasst. Da Kaiserin Fujiwara no Sadako (藤原 定子), deren Hofdame Sei Shōnagon war, im Jahr 1001 starb, wird oft angenommen, der Text sei nach dem Jahr 1001 von der Verfasserin eingehend bearbeitet und redigiert worden. Wegen der komplexen handschriftlichen Überlieferung bereitet das Werk große textkritische Probleme.
Der Name des Werks wird auf die Aufbewahrung der Aufzeichnungen in einem hohlen Kopfkissen (枕) aus Porzellan zurückgeführt. Das Kopfkissenbuch besteht aus 320 meist kurzen Einträgen zu verschiedenen Themen des Alltags am kaiserlichen Hof und bildet so eine Sammlung scharfsinniger Beobachtungen, verschiedener Anekdoten, Aufzählungen von Dingen und sehr direkter, offener Meinungen sowie Eindrücke und Gefühle. Es ist so eine wichtige Quelle für die Kulturgeschichte der Heian-Zeit. Die Einträge sind scheinbar kunstlos niedergeschrieben. Dieser Schreibstil wird mit dem Ausdruck „zui-hitsu“ – „aus dem Pinsel geflossen“ bezeichnet. Sei Shonagon gilt als die erste Meisterin dieses Stils.
Das Werk wird in Europa seit dem letzten Viertel des 19. Jahrhunderts rezipiert. Englische und französische Übersetzungen erschienen seit 1889, die erste deutsche Übertragung erschien 1944. In Peter Greenaways Film Die Bettlektüre wird häufig auf das Buch verwiesen und daraus zitiert. In Hanns-Josef Ortheils Roman Liebesnähe (2011) spielt das Buch eine besondere Rolle.

## Literatur

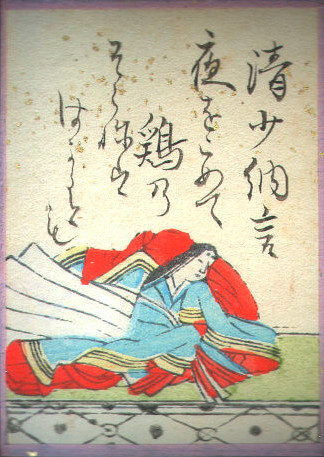
Sei Shōnagon, Illustration in einer Ausgabe von Hyakunin Isshu (Edo-Periode)